# Lochstein von Traves

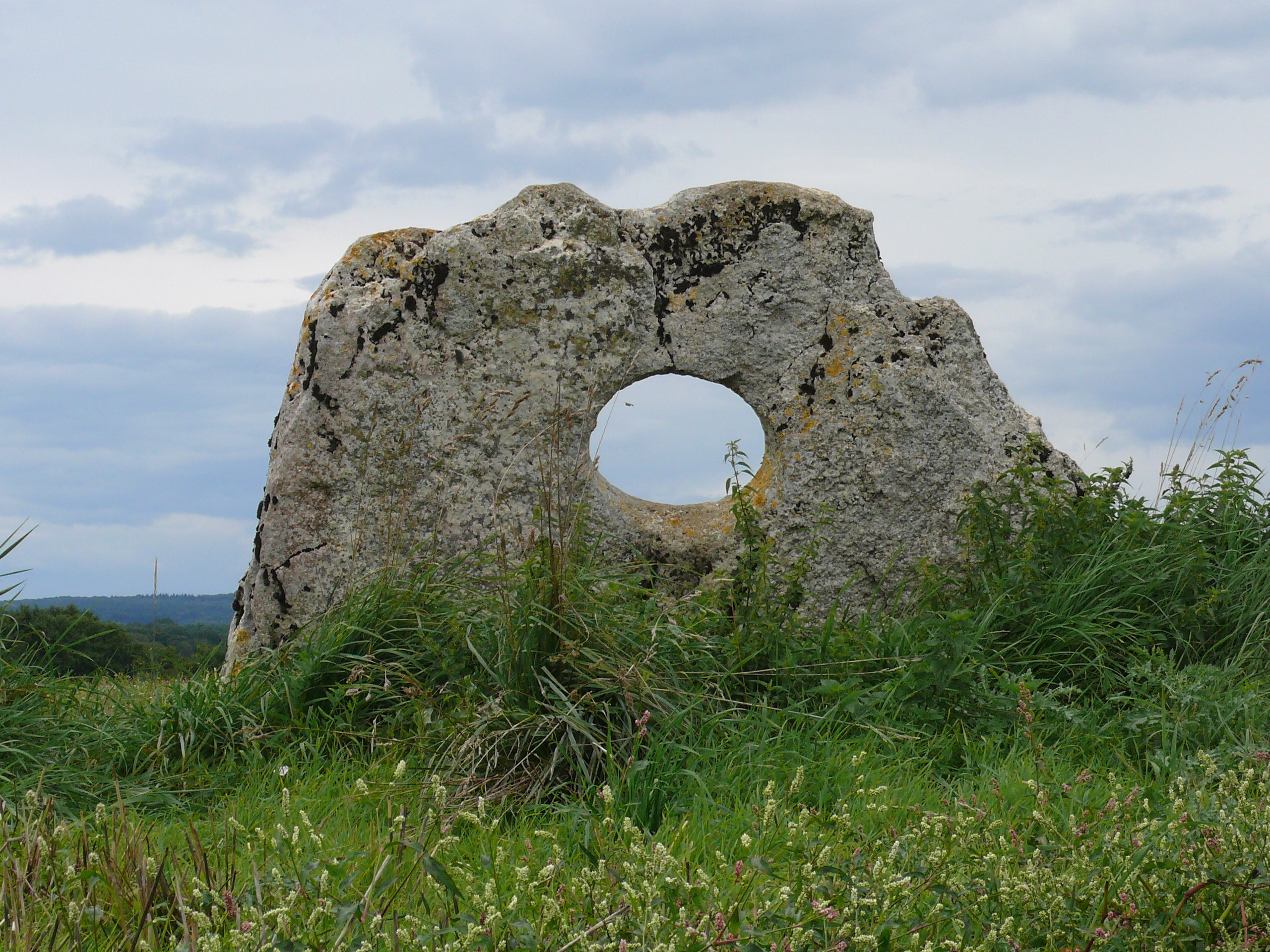
Lochstein von Traves

Der seit 1911 als Monument historique eingestufte Lochstein von Traves (französisch Pierre percée de Traves) ist ein Monolith mit einem Seelenloch. Er steht in einem Feld bei Traves, westlich von Vesoul, im Département Haute-Saône in der Region Franche-Comté in Frankreich. 
Der etwas beschädigte Stein ist etwa 1,7 m breit und 1,4 m hoch und hat eine durchschnittliche Dicke von 35 cm. Die ursprünglich als Zugang dienende Platte ist der Rest eines Galeriegrabes vom Typ Schwörstadt, wie er in der Region, die sich auch über die Westschweiz und das südliche Baden-Württemberg erstreckt, häufiger ist und aus der Jungsteinzeit stammt.
Der Pierre percée d’Aroz steht nur etwa 1,3 Kilometer entfernt.